# Johannes Hermanus Gunning (1829-1905)
Johannes Hermanus Gunning jr. (Vlaardingen, 20 mei 1829 - Arnhem, 21 februari 1905) was een Nederlands kerkelijk hoogleraar in de theologie. Gunning was in de 19e eeuw een vooraanstaand theoloog en voorvechter van de ethische theologie van Daniël Chantepie de la Saussaye. Hij was een verklaard tegenstander van politieke partijvorming op religieuze basis en stond daarmee lijnrecht tegenover Abraham Kuyper, de oprichter van de Anti-Revolutionaire Partij.

## Broers

Gunning door Bernardus Arps

Gunning jr. was een lid van de familie Gunning en zoon van de predikant Johannes Hermanus Gunning (26 februari 1802 - 1 maart 1889) en Anna Elisabeth van Campen (Arnhem, 23 april 1805 - Leeuwarden, 31 oktober 1855). Hij studeerde evenals zijn drie broers aan de Rijksuniversiteit Utrecht. Jan Willem (1827) studeerde chemie en werd later rector-magnificus, Marius (1834) studeerde geneeskunde en Edward (1836) studeerde evenals Johannes Hermanus theologie.

## Loopbaan
Na zijn studie werd Gunning achtereenvolgens hulppredikant te Antwerpen en Heusden en predikant te Blauwkapel, Hilversum en 's-Gravenhage. In 1882 werd hij benoemd tot kerkelijk hoogleraar aan de Universiteit van Amsterdam en in 1889 tot gewoon hoogleraar in de ethiek en de wijsbegeerte van de godsdienst aan de Universiteit Leiden.

## Zoon
Johannes Hermanus Gunning trouwde met Johanna Hoog. Hun zoon Johannes Hermanus Gunning werd eveneens predikant en schreef een zesdelige biografie over het leven en werk van zijn vader.

## Publicaties (selectie)
- Beginsel en meeningen, of: Hoe gaat vastheid van beginsel met wisseling van meeningen samen? Utr. 1864
- Blikken in de openbaring, 4 dln., Amst. 1866-'69
- De profeten in Israël, Amst. 1869
- Dante Alighieri, eene studie, Amst. 1870
- Schiller's Taucher, eene studie, Amst. 1871
- Goethe's Faust, eene studie, Amst. 1872
- Het leven der menschheid en der menschen, eene divina commedia, Amst. 1875
- Lijden en heerlijkheid, Amst. 1875, 2e dr. 1876
- Spinoza en de idee der persoonlijkheid, eene studie, Utr. 1876
- (met prof. P.D. Chantepie de la Saussaye Dz.) Het ethische beginsel der theologie. Gron. 1877
- Het leven van Jezus, 2 dln., 's-Hage 1878-'80
- Een persoonlijk woord bij het gedenken aan 25jarige evangeliebediening, 's-Hage 1879
- Overlevering en Wetenschap met betrekking tot de evangelische geschiedenis, inzonderheid van de eerste levensdagen des Heeren, 's-Hage 1879
- Deze wereld of de toekomende? Utr. 1880
- Een woord over onzen kerkelijken toestand, 's-Hage 1880
- Het kruis des Verlossers, Amst. 1881
- Het kruis, de waarheid voor wetenschap en kerk. Redevoering, Amst. 1882
- Discipelen des woords, redevoering, Amst. 1883;
- Zelfstandigheid der gemeenten, Amst. 1884
- Jezus Christus de middelaar Gods en der menschen, Amst. 1885
- De vrije universiteit en de Ned. Herv. kerk, Utr. 1885.

- Bibliothèque nationale de France: cb15557123c (data)
- Biografisch Portaal: 38753696
- Digitale Bibliotheek voor de Nederlandse Letteren: gunn002
- Gemeinsame Normdatei: 119469537
- International Standard Name Identifier: 0000 0000 2402 979X
- Library of Congress Control Number: n79113848
- Nationale Bibliotheek van Israël: 987007274819305171
- Nederlandse Thesaurus van Auteursnamen: 06832863X
- Istituto Centrale per il Catalogo Unico: RAVV102600
- Système universitaire de documentation: 075416956
- Virtual International Authority File: 5741961
- WorldCat: E39PBJjXhFRgDYgc3xyH3tHgrq